# Dreadlock Holiday
Dreadlock holiday — песня группы 10cc, в жанре регги. Текст был написан Эриком Стюартом и Грэмом Гоулдманом. Песня выпускалась на лейбле Mercury Records и стала ведущим синглом альбома Bloody Tourists, выпущенном 1 сентября 1978 года.
Песня была основана на реальных событиях, которые Эрик Стюарт и вокалист Moody Blues Джастин Хейворд пережили на Барбадосе. Стюарт сменил место на Ямайку. Грэм Гоулдман прокомментировал: «Некоторые из упомянутых переживаний достоверны, и некоторые из них … совершенно достоверны!». Стюарт вспомнил, как видел белого парня, «пытающегося быть крутым, и он выглядел таким пошлым», входящего в группу афро-карибцев и делающего выговор, который вошёл в текст песни: «Не проходите мимо моих слов, вы должны проявить некоторое уважение» (Don’t you walk through my words, you got to show some respect). Гулдман добавил в песню фразу из собственной беседы с ямайцем, который, когда его спросили, нравится ли ему крикет (if he liked cricket), ответил: «Нет, я его обожаю!» (No, I love it!).

## Клип
Клип был отрежиссирован Стормом Торгесоном.
Пляжная сцена в официальном видео была снята на побережье Дорсета недалеко от Чармута. Золотая шапка, культовый холм и скала этого региона, известные как «Юрском побережье», видны на видео в течение нескольких секунд.

## Позиции в чартах
Позиции в годовых чартах
| страна         | чарт           | позиция |
| -------------- | -------------- | ------- |
| Нидерланды     | Single Top 100 | 15      |
| Новая Зеландия | Top 40 singles | 22      |

позиции в недельных чартах
| страна         | чарт                     | позиция |
| -------------- | ------------------------ | ------- |
| Бельгия        | Ultratop 50 Flanders     | 1       |
| Нидерланды     | Single Top 100           | 1       |
| Новая Зеландия | Recorded Music NZ        | 1       |
| Ирландия       | Irish Singles Chart      | 2       |
| Швейцария      | Schweizer Hitparade      | 5       |
| Норвегия       | VG-lista                 | 7       |
| Германия       | GfK Entertainment Charts | 7       |
| Швеция         | Sverigetopplistan        | 16      |

## Участие
- Эрик Стюарт — синтезатор, вокал.
- Грэм Гоулдман — бас-гитара, марака, вокал.
- Рик Фенн — гитара, бэк-вокал.
- Стюарт Тош — барабаны, бэк-вокал.
- Пол Бургесс — треугольник.
- Данкан Макэй — синтезатор.

## Использование в медиа
- в 1985 году группа Boney M. выпустила диск Eye Dance с кавером этой песни.
- в 2000 году песня стала саундтреком к фильму Большой куш[19].
- в 2010 году песня стала саундтреком к фильму Социальная сеть[20].
- в 2016 году песня была использована в игре Watch Dogs 2[21].